# Cardamine occidentalis
Cardamine occidentalis là một loài thực vật có hoa trong họ Cải. Loài này được (S.Watson ex B.L.Rob.) Howell mô tả khoa học đầu tiên năm 1897.